# Cultura di Michelsberg

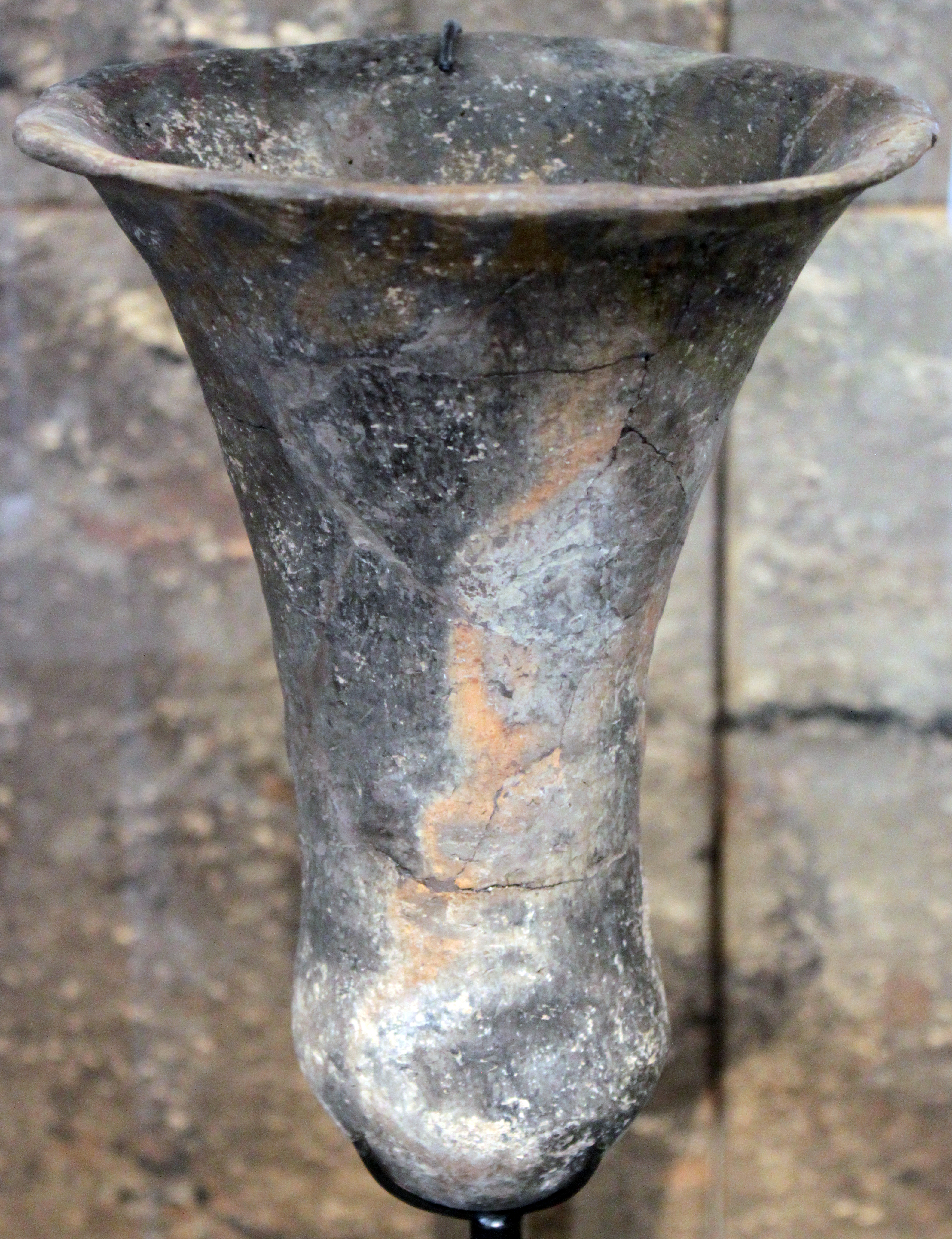
Bicchiere tulipaniforme da Michelsberg, Landesmuseum Württemberg

La cultura di Michelsberg (in tedesco: Michelsberger Kultur (MK)) fu un importante cultura neolitica dell'Europa centrale datata al 4400-3500 a.C. circa. Il suo nome convenzionale deriva da quello di un importante sito sulla collina di Michelsberg (o Michaelsberg) vicino Untergrombach, tra Karlsruhe e Heidelberg (Baden-Württemberg).

## Cronologia
La cultura di Michelsberg, risalente al Neolitico medio, precede la cultura di Wartberg (3600-2800 a.C.).

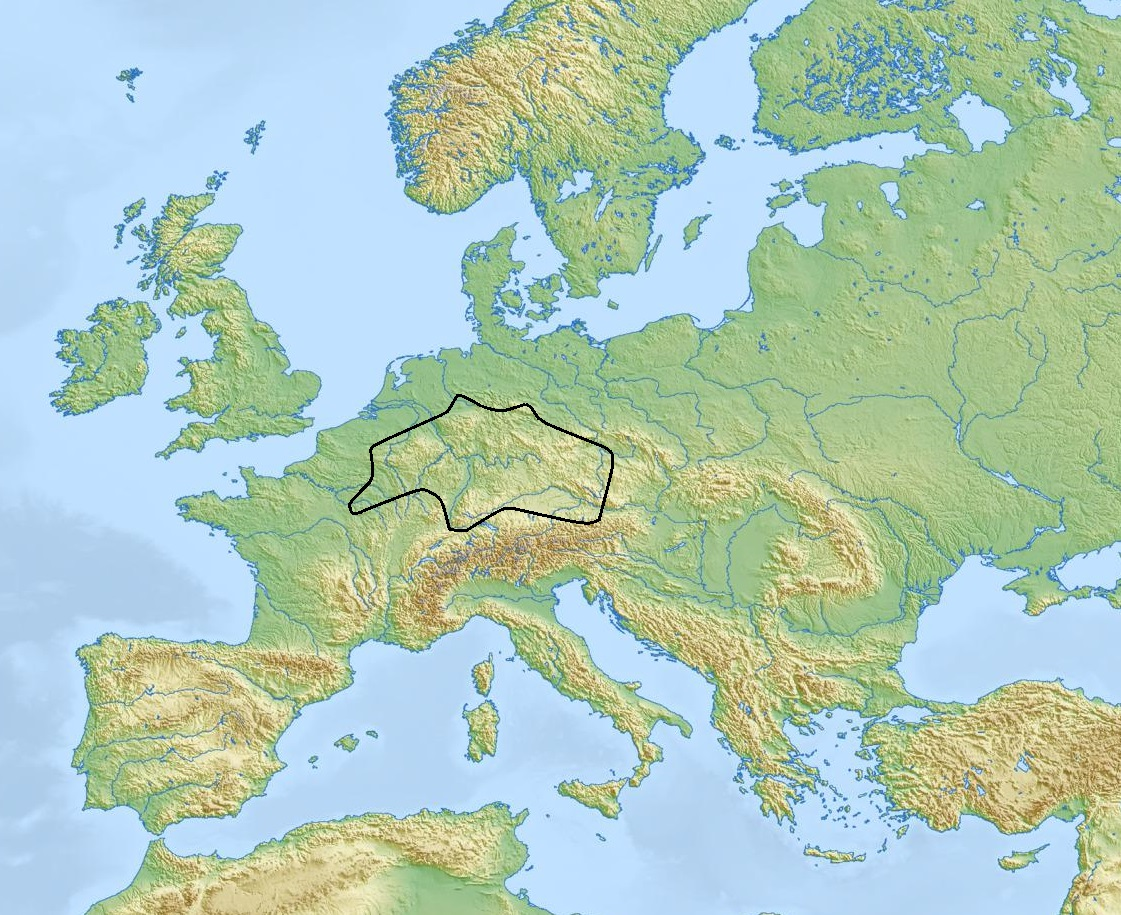
Estensione geografica

## Distribuizione
La sua distribuzione copriva la parte occidentale dell'Europa centrale, lungo il Reno. Una cronologia dettagliata, basata sulla ceramica, è stata prodotta nel 1960 dall'archeologo tedesco Jens Lüning.

## Caratteristiche
Ritrovamenti di orzo e farro indicano un'economia agricola. L'allevamento è indicato da ossa di bovini, suini, ovini e caprini; sono stati identificati anche resti di cani domestici. Le ossa di cervi e volpi suggeriscono che la dieta era completata dalla caccia.
La ceramica è caratterizzata da bicchieri non decorati a forma di tulipano. Secondo le ricerche attuali la cultura di Michelsberg non fece utilizzo del rame.
Non vi sono stati finora scavi su larga scala degli insediamenti MK. Alcuni insediamenti hanno recinzioni con earthwork.

## Pratiche funerarie

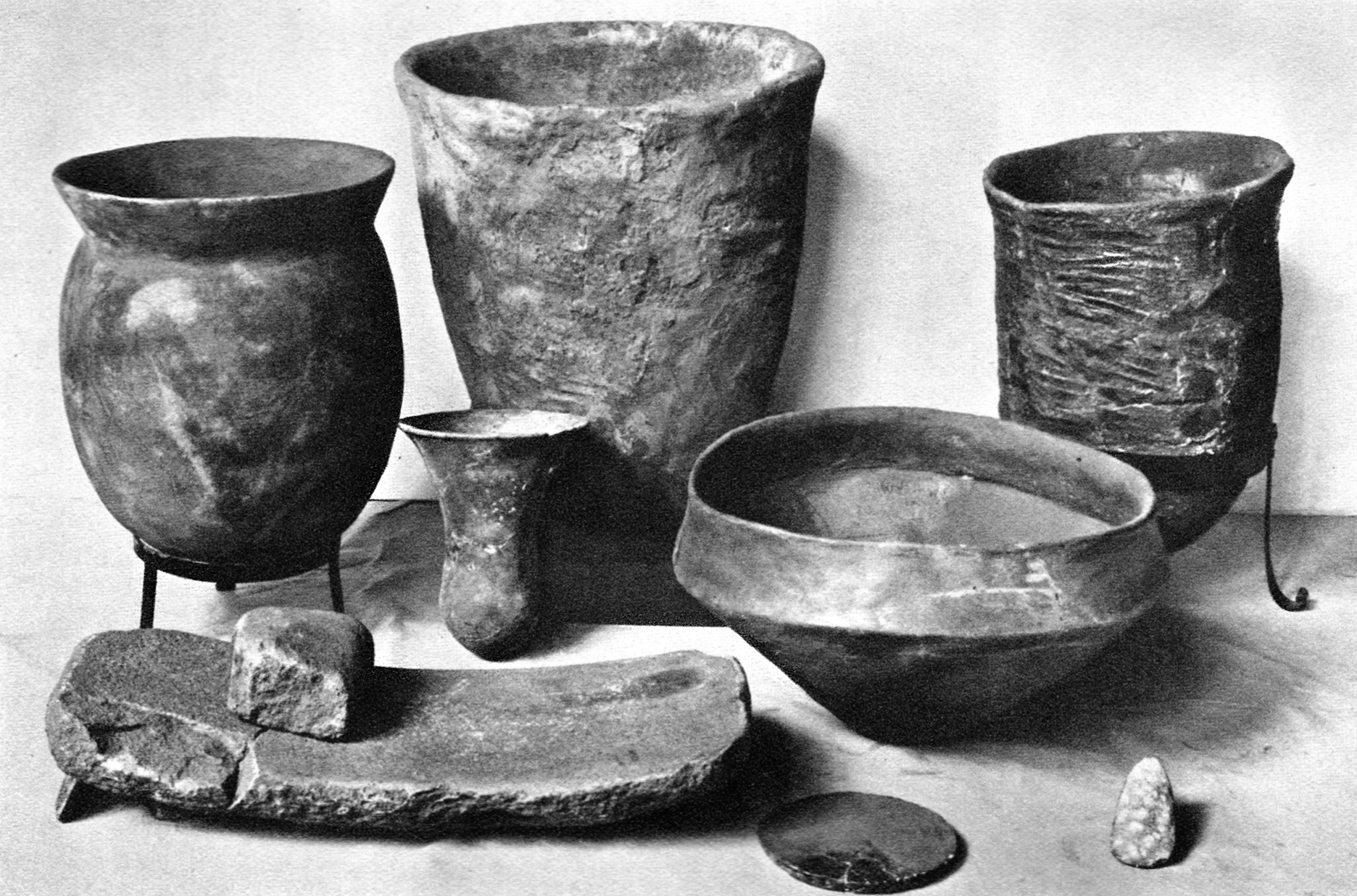
Corredo funerario da una tomba di Hohencek, Landesmuseum Württemberg a Stoccarda

La transizione culturale presentata dalla cultura di Michelsberg fu accompagnata dall'espansione di specifiche pratiche funerarie che prevedevano sepolture in fosse circolari e individui in posizioni "non convenzionali" (deposti nelle fosse senza alcun trattamento speciale)10 . Mentre lo status di questi individui è stato fortemente dibattuto, l'ipotesi del sacrificio è stata mantenuta per il sito di Gougenheim (Alsazia). A livello locale, lo studio genetico ha rilevato differenze nel pool genetico materno degli individui in posizione "convenzionale" e di quelli designati come "non convenzionali ".
Le sepolture nella cultura di Michelsberg sono relativamente rare e non vi sono indicazioni dell'esistenza di cimiteri organizzati, a differenza della precedente cultura della ceramica lineare.
Resti umani scheletrici, spesso disarticolati, sono stati rinvenuti nelle fosse di molti terrapieni di Michelsberg.
A volte le fosse contengono depositi più strutturati di ossa umane, come scheletri di adulti circondati da quelli di bambini. Tali sepolture sono probabilmente legate a un culto o a un rituale, così come i depositi di offerte in alcune fosse, in particolare negli insediamenti di Aue e Scheelkopf in Sassonia, dove le fosse contenevano vasi accuratamente disposti e corna di uro. Queste ultime erano state accuratamente separate dai crani, forse a testimonianza di un particolare significato simbolico attribuito a questo animale.
Un aspetto finora sconosciuto della pratica funeraria di Michelsberg è suggerito dalla scoperta, nel 2004, di sepolture nella grotta di Blätterhof, vicino a Hagen, in Renania Settentrionale-Vestfalia, dove sembrano essere rappresentati individui di tutte le età.
Una sepoltura insolita è stata scoperta a Rosheim, nella regione del Basso Reno, in Francia. Qui la tomba conteneva i resti di una donna adulta accovacciata, con le gambe appoggiate a una pietra. Sembra che la donna sia stata collocata, insieme ad alcune ceramiche e ossa, in un pacchetto ordinato fatto di zolle di argilla. La sua morte è stata causata da un colpo secco al cranio.

## Composizione genetica
Nella Francia nord-orientale, l'emergere della cultura di Michelsberg è stato correlato a grandi cambiamenti culturali e interpretato come il risultato dell'insediamento di nuovi gruppi originari del bacino parigino. A livello regionale, l'analisi del pool genetico mitocondriale di Gougenheim (Alsazia) ha rivelato un'importante discontinuità genetica associata alla comparsa di Michelsberg nella regione. Questa discontinuità genetica sembra essere legata a nuove affinità con gli agricoltori del bacino parigino, correlate a una significativa eredità di cacciatori-raccoglitori.
Tutte le prove raccolte supportano l'origine occidentale dei gruppi di Michelsberg e il potenziale coinvolgimento di questa migrazione nella progressione del patrimonio di cacciatori-raccoglitori dal bacino di Parigi all'Alsazia/Germania occidentale all'inizio del tardo Neolitico. La ricomparsa dell'eredità dei cacciatori-raccoglitori sembra quindi essersi verificata prima in Francia che in Europa centrale, dove era evidente solo a partire dalla cultura di Wartberg intorno al 3.100 a.C..
Lipson et al. (2017) hanno esaminato i resti di 4 individui sepolti tra il 4000 e il 3000 a.C. circa nel sito di Blätterhöhle, nell'odierna Germania, attribuiti alla cultura di Michelsberg e alla successiva cultura di Wartberg. Gli individui analizzati presentavano un'elevata percentuale di ascendenza dai cacciatori-raccoglitori occidentali (WHG), pari a circa il 40-50%, con un individuo che ne mostrava addirittura il ~75%, mentre la restante parte di ascendenza proveniva dai primi agricoltori europei.